# Scott Foley
Scott Kellerman Foley (* 15. července 1972 Kansas City, USA) je americký herec.

## Počátky
Narodil se v Kansasu jako nejstarší ze tří dětí Hugha a Connie Foleyových. Otec pracoval v mezinárodní bance, a tak díky němu celá rodina bydlela v různých zemích. Když byl Scott ještě mladý chlapec, jeho matka zemřela.
Vystudoval Clayton High School.

## Kariéra
V USA se proslul především jako seriálový herec, který hlavní role vytvořil v seriálech Dawsonův svět, Felicity a A.U.S.A.. Vidět jsme jej mohli také v epizodních rolích seriálů Dr. House nebo Jednotka zvláštního určení.
Zahrál si i v několika filmech, z nichž ty nejznámější mohou být Vřískot 3, Hlubina nebo Yellowstone v plamenech.

## Ocenění
Mezi lety 1999 a 2002 byl pětkrát nominován v různých kategoriích na Teen Choice Award, žádnou však nezískal. Čtyři z nich byly za seriál Felicity, jedna za film Vřískot 3.

## Osobní život
Od roku 2000 do roku 2003 byl ženatý s herečkou Jennifer Garnerovou. V roce 2007 si vzal herečku polského původu Mariku Domińczyk, jejíž sestra Dagmara Domińczyk – také herečka – je ženou dalšího amerického herce, Patricka Wilsona. Spolu mají dceru Malinu a syny Kellera a Konrada (narození dne 13. listopadu 2014).

## Filmografie

### Film
| Rok  | Název                  | Role          | Poznámky                                                   |
| ---- | ---------------------- | ------------- | ---------------------------------------------------------- |
| 2000 | Vřískot 3              | Roman Bridger | nominace – Teen Choice Awards v kategorii nejlepší zloduch |
| 2000 | Self Storage           | Zack Griffey  | krátkometrážní film                                        |
| 2001 | Stealing Time          | Casey Shepard |                                                            |
| 2002 | Hlubina                | Steven Coors  |                                                            |
| 2014 | Let's Kill Ward's Wife | Tom Bradford  | také scenárista, režisér a producent                       |
| 2014 | Mr Maple Leaf          | Max Wexler    | krátkometrážní film                                        |
| 2017 | Naked                  | Cody Favors   |                                                            |
| 2025 | La Dolce Villa         | Eric Field    |                                                            |

### Televize
| Rok       | Název                                     | Role              | Poznámky |
| --------- | ----------------------------------------- | ----------------- | --- |
| 1995      | Sweet Valley High                         | Zack              | díl: „Blunder Alley“ |
| 1997      | Krev na koruně                            | Matt              | TV film |
| 1997      | Krok za krokem                            | Jeremy Beck       | díl: „A Star Is Born“ |
| 1998      | Dawsonův svět                             | Cliff Elliot      | 5 dílů |
| 1998      | Someone to Love Me                        | Ian Hall          | TV film |
| 1998      | Forever Love                              | David             | TV film |
| 1998–2002 | Felicity                                  | Noel Crane        | hlavní role, 84 dílů nominace – Teen Choice Awards v kategorii nejlepší seriálový herec (1999–2000), objev roku (1999), nejlepší seriálový herec (drama) (2002) |
| 1999      | Zoe, Duncan, Jack and Jane                | Montana Kennedy   | 2 díly |
| 2002      | Girls Club                                | Wayne Henry       | díl: „Pilot“ |
| 2002–2009 | Scrubs: Doktůrci                          | Sean Kelly        | 12 dílů |
| 2003      | A.U.S.A.                                  | Adam Sullivan     | 8 dílů |
| 2004      | Jack & Bobby                              | Lars Christopher  | díl: „Election Night“ |
| 2005      | Dr. House                                 | Hank Wiggen       | díl: „Sportovní medicína“ |
| 2006      | Yellowstone v plamenech                   | Clay Harding      | TV film |
| 2006–2009 | Jednotka zvláštního určení                | Bob Brown         | hlavní role, 69 dílů |
| 2009      | Poslední templář                          | Sean Daley        | TV film |
| 2009      | Zákon a pořádek: Útvar pro zvláštní oběti | Dalton Rindell    | díl: „Hammered“ |
| 2009–2010 | Město žen                                 | Jeff              | 4 díly |
| 2010      | True Blue                                 | Peter Callahan    | TV film |
| 2010      | Open Books                                | Dylan             | TV film |
| 2010–2012 | Chirurgové                                | Henry Burton      | 15 dílů |
| 2011      | The Doctor                                | David             | TV film |
| 2011–2012 | Pravá krev                                | Patrick Devins    | 10 dílů |
| 2013      | The Goodwin Games                         | Henry Goodwin     | 8 dílů |
| 2013–2018 | Skandál                                   | Jake Ballard      | 100 dílů nominace – People's Choice Awards v kategorii nejoblíbenější seriálový herec (drama)                                                                   |
| 2015–2016 | Neranditelní                              | Sám sebe          | 4 díly |
| 2016      | Goldie & Bear                             | Prince Charming   | 2 díly |
| 2017      | Insecure                                  | Master Turnfellow | 2 díly |
| 2017      | Final Vision                              | Jeffrey MacDonald | TV film |
| 2019      | Whiskey Cavalier                          | Will Chase        | hlavní role, 13 dílů |